# Minolta

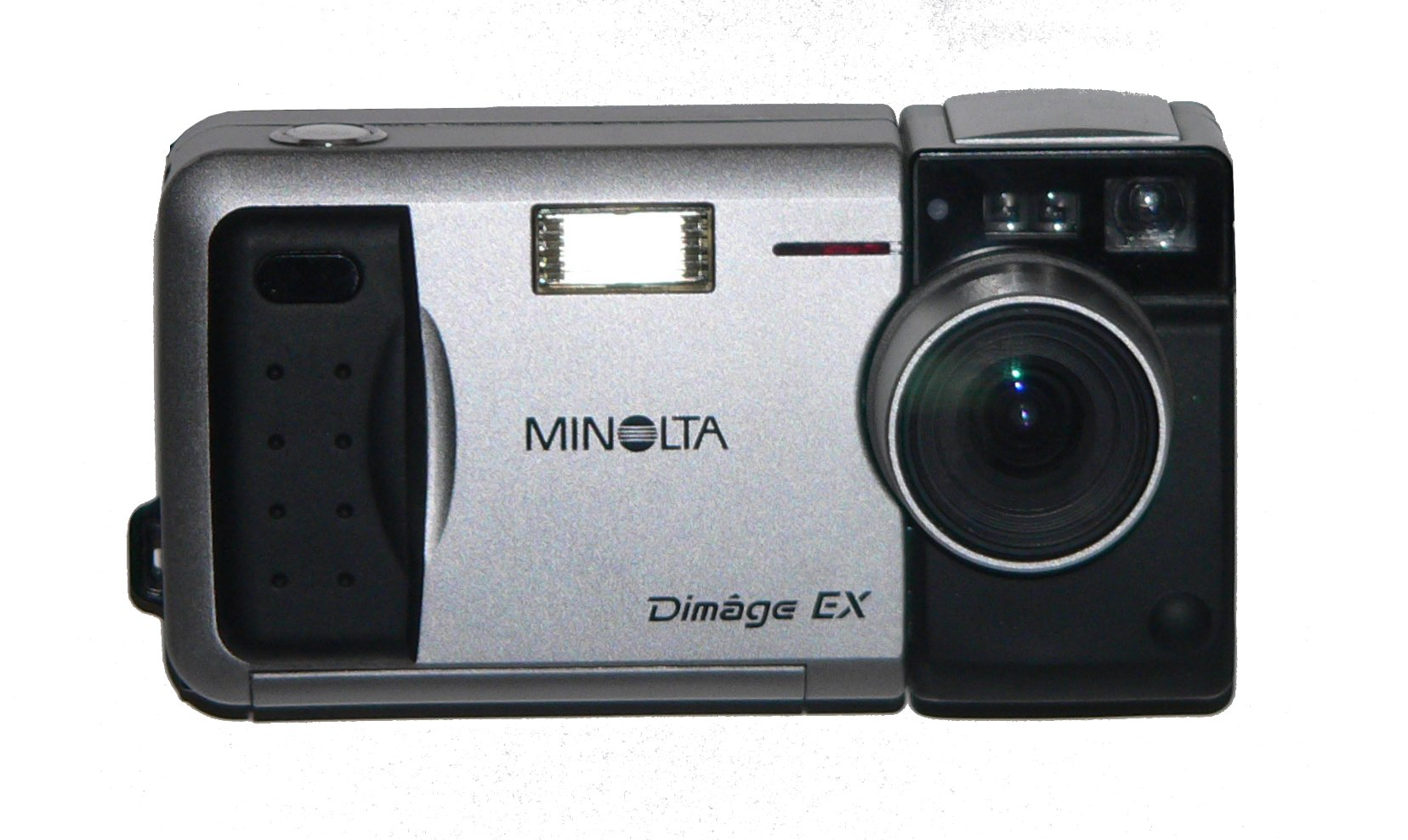
Una cámara Minolta.

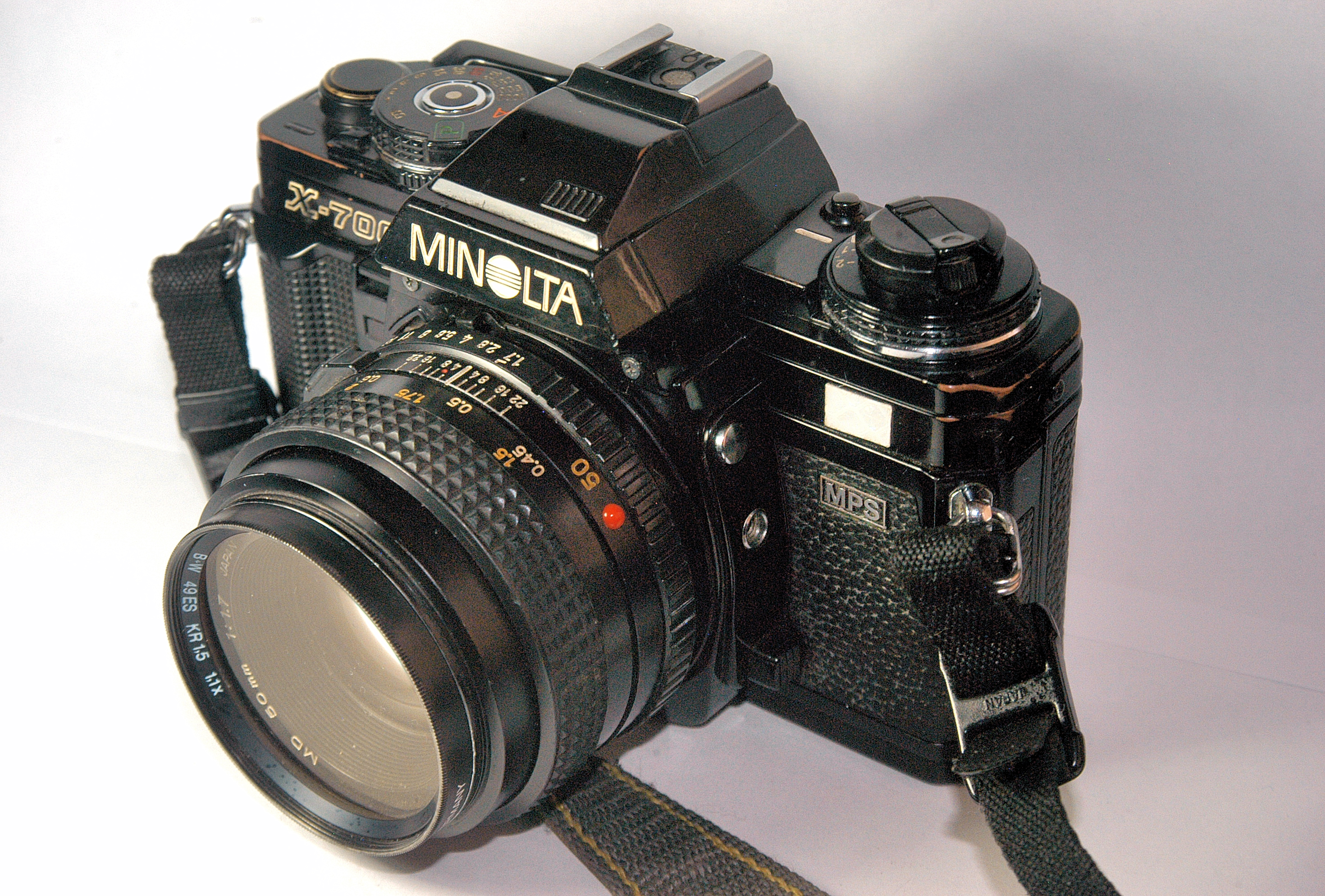
Minolta X-700.

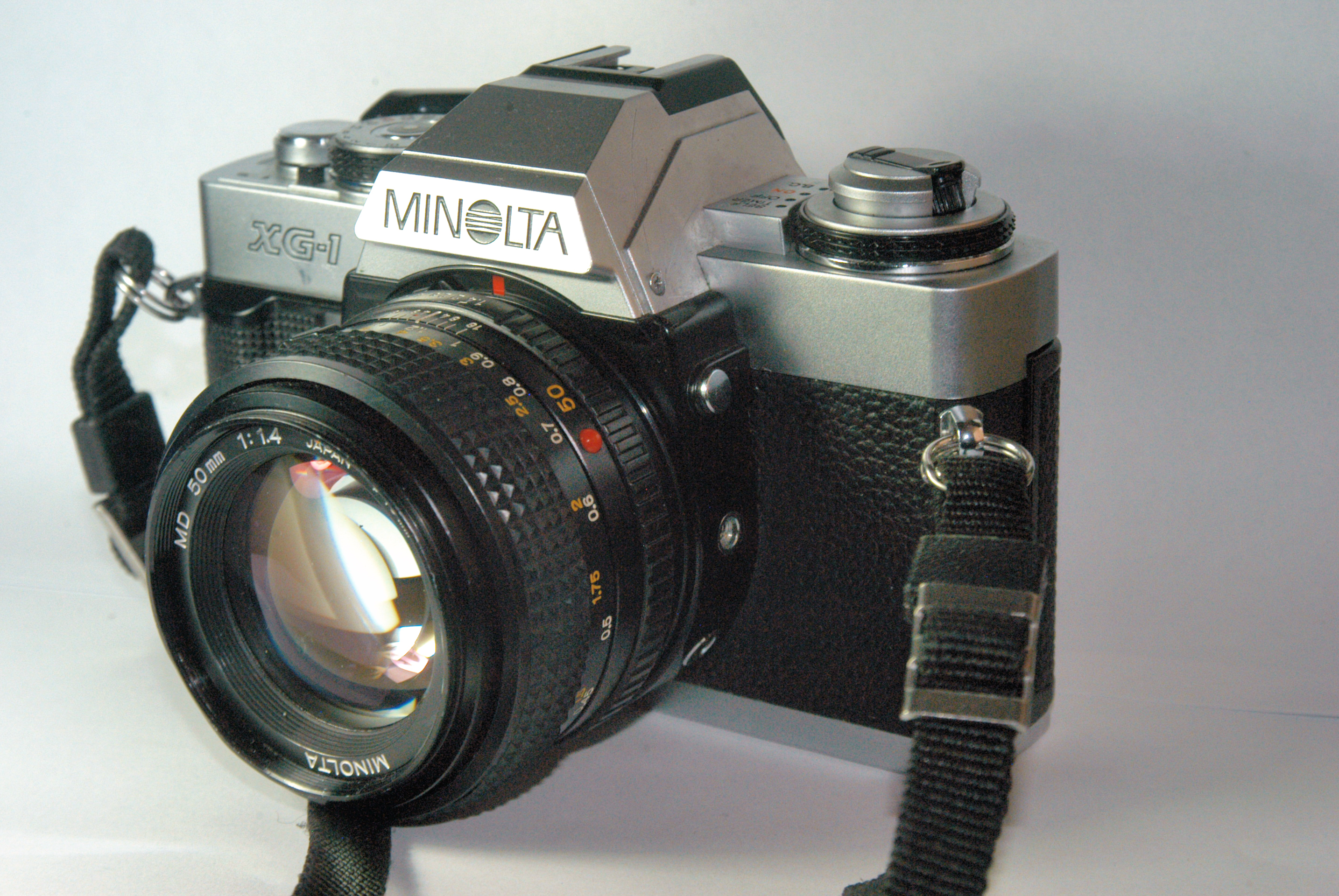
Minolta XG-1.

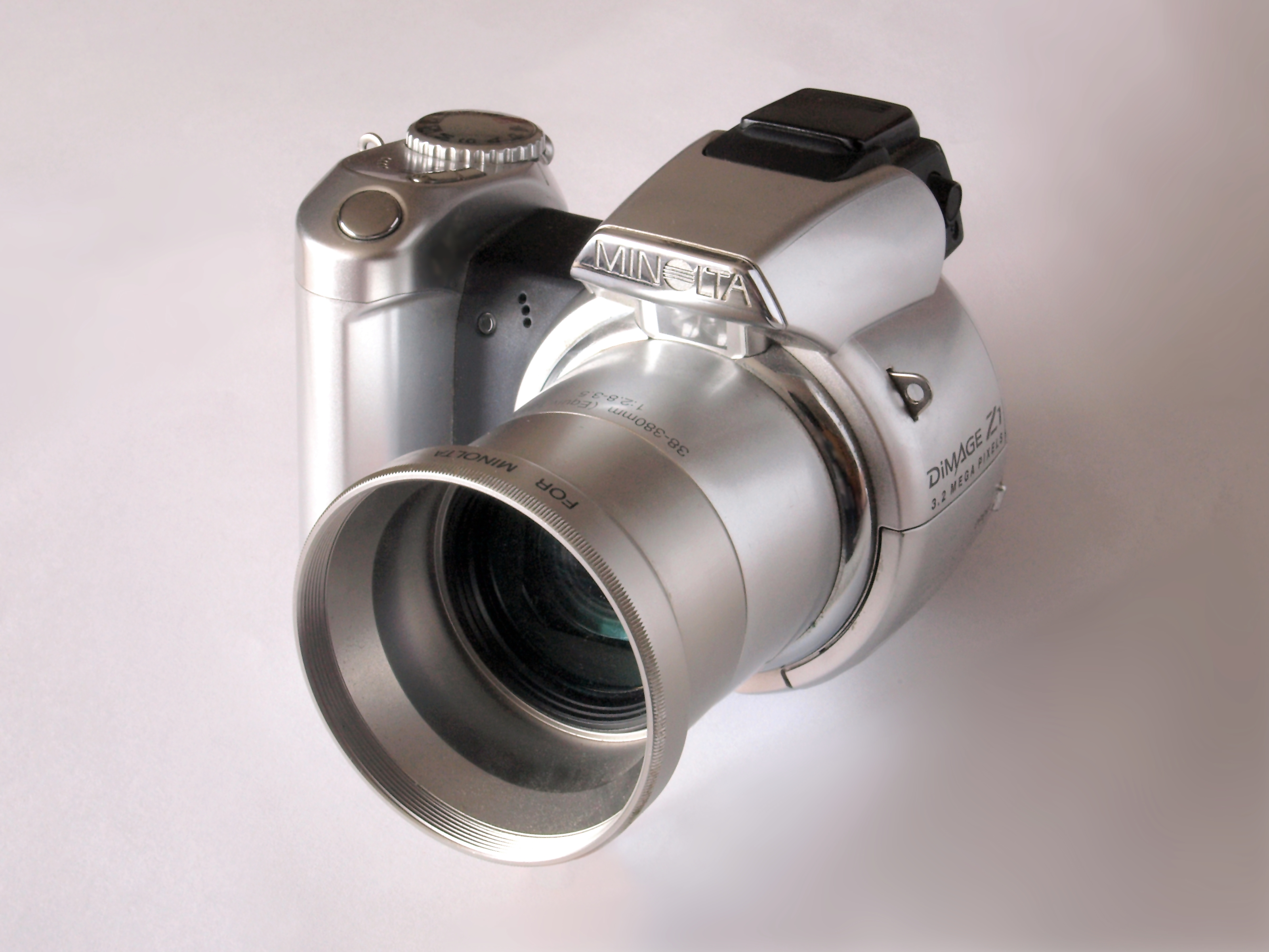
Cámara digital compacta Minolta Dimage Z1.

Minolta es una compañía japonesa fabricante de material fotográfico entre 1923 y 2006, año en el que cesa su actividad en el ámbito de la fotografía para centrarse en los equipos de oficina. Desarrolló la primera cámara reflex autofoco funcional, la Maxxum y formó parte de las llamadas "cinco grandes" marcas de fotografía japonesas de los años 1980 y 1990.

## Historia
Minolta Camera Co. fue fundada en 1928 por Kazuo Tashima, siendo su primera cámara la Nicalette de 1929. En principio se denominó Nichi-Doku Shashinki Shokai (Compañía Fotográfica Germano-Nipona), pero en 1931 pasó a denominarse Minolta Goshi Kaishima y se registró la marca Minolta.
En principio se centró en producir cámaras de fuelle y TLR y pasó en 1937 a producir sus propias lentes. Anteriormente montaba fundamentalmente lentes de Asahi Optical, que a partir de 1940 se denominarían Rokkor. En esta época entró en el formato de los 35 mm, como otras muchas marcas, realizando clones de las Leica de la época. Tras la Segunda Guerra Mundial reanudó su actividad realizando copias de la Leica alemana y durante los años 50 produjo cámaras telemétricas con creciente calidad.
La primera SLR de 35 mm, la Minolta SR 2 vio la luz en 1958 y contaba con excelentes prestaciones para la época. A partir de los años 60 continuó la producción de cámaras reflex, sucediéndose las series SR y SRT, con las que entraron en los años 70 del siglo XX. También se produjo la serie XK en este periodo.
En la segunda mitad de los años 70 comenzó la colaboración con Leitz y se lanzó las series XD y XG de cámaras reflex. También se continuó con la producción de telemétricas y cámaras formato 110, entre ellas la primera reflex de este formato.
En los años 80 se continuó la producción de SLR con la serie X, que utilizaban los excepcionales MD Rokkor. A partir de 1985 se introduce la primera SLR autofocus verdaderamente operativa, la Maxxum o Dynax, según mercados.
Se fusionó con la también japonesa Konica en 2003 formando Konica Minolta incapaces de hacer frente a la revolución de la fotografía digital, Minolta desapareció en 2006 como fabricante de cámaras fotográficas y cedió esta área de negocios a la también japonesa Sony que lanzó la gama Sony Alpha de cámaras DSLR. Actualmente aunque desaparecida se pueden encontrar en la red webs dedicadas a usuarios de esta marca como Sonyalpha en castellano, que cuenta cada día con más adeptos.
- Datos: Q354578
- Multimedia: Minolta / Q354578